# O Filho de Deus (álbum)
O Filho de Deus é um álbum ao vivo do cantor Kleber Lucas sendo o seu décimo primeiro álbum, lançado pela MK Music em 18 de setembro de 2014.
O álbum foi produzido por Kleyton Martins e apresenta 12 músicas: cinco assinadas pelo cantor e sete de Kleber em parceira com Pr. Lucas (também do cast da gravadora). Também conta com a participação especial do cantor PG na música "Santo" e do Coalo Zamorano na música "Pai Nosso".
A capa do CD foi escolhida pelos internautas, através de uma votação lançada pelo próprio Kleber Lucas e pela MK Music.
O álbum foi gravado no estúdio da MK com um coral de 170 pessoas. 

## Faixas
1. Loucos por Jesus
2. A Cruz Vazia
3. O Filho de Deus
4. Mais Um
5. Por Amor
6. Santo (part. PG)
7. Me Abraça
8. Oh! Espírito
9. Tú És Soberano
10. Pai Nosso (part. Coalo Zamorano)
11. Permanecer
12. Semelhante a Ti

## Clipe/Live (CanalMK MusicnoYouTube)
| Música           | Lançamento             | Tipo  |  |
| ---------------- | ---------------------- | ----- |  |
| Loucos por Jesus | 1 de março de 2017     | Live  |  |
| A Cruz Vazia     | 25 de setembro de 2014 | Clipe |  |
| A Cruz Vazia     | 17 de outubro de 2016  | Live  |  |

## Ficha Técnica
- Produzido por MK Music
- Produção musical: Kleyton Martins
- Arranjos de cordas: Quiel Nascimento
- Piano: Kleyton Martins
- Piano na música "Me Abraça": Thiago Anthoni
- Teclado nas músicas 2, 3, 5, 6, 8, 9, 10 e 11: Kleyton Martins
- Teclado nas músicas 1, 4, 7 e 12: Thiago Anthoni
- Órgão: Thiago Anthoni
- Loops nas músicas 1, 2, 3, 4, 5, 7, 8, 9 e 11: Kleyton Martins
- Loops nas músicas 6, 10 e 12: Thiago Anthoni
- Violão e guitarras: Sérgio Knust
- Baixo nas músicas 1, 8, 9, 10, 11 e 12: Marcos Natto
- Baixo nas músicas 2, 3, 4, 5, 6 e 7: Rogério dy Castro
- Bateria nas músicas 1, 8, 9, 10, 11 e 12: Leonardo Reis
- Bateria nas músicas 2, 3, 4, 5, 6 e 7: Valmir Bessa
- Violinos: Simplício Soares, Kleberson Buzo, Davi Graton, Anderson Ancelmo e Eder Esli
- Viola: Wallas Pena
- Cello: Júlio Ortiz
- Vocal: Jairo Bonfim, Rapha Oliveira, Jill Viegas, Cleyde Jane, Josy Bonfim, Joelma Bonfim, Eliézer Philler, Adiel Ferr e Lilian Azevedo
- Produção de voz nas músicas 1, 2, 4, 5, 7, 8, 9, 11 e 12: Jairo Bonfim
- Produção de voz nas músicas 3, 6 e 10: Fael Magalhães
- Técnica vocal: Marina Falcão
- Gravado e mixado no MK Estúdio por Edinho Cruz
- Fotos: Ronaldo Rufino
- Criação e arte: MK Music